# Szwajcaria na Zimowych Igrzyskach Paraolimpijskich 2006
Reprezentacja Szwajcarii na Zimowych Igrzyskach Paraolimpijskich 2006 liczyła 21 sportowców.

## Medale

### Złote medale
brak

### Srebrne medale
Narciarstwo alpejskie
Thomas Pfyl, slalom mężczyzn stojąc

### Brązowe medale
Narciarstwo alpejskie
Thomas Pfyl, slalom gigant mężczyzn stojąc